# Mitchell Kisoor
Mitchell Kisoor (Paramaribo, 6 november 1989) is een Surinaams voormalig voetballer die speelde als middenvelder.

## Carrière
Kisoor begon te spelen bij SV Boma Star en speelde daarna voor SV Robinhood van 2015 tot 2019. Hij won met Robinhood een landstitel en twee landsbekers. Hij speelde van 2014 tot 2017 veertien wedstrijden voor Suriname waarin hij vier doelpunten scoorde. Hij scoorde drie doelpunten op de kwalificatie voor de Caribbean Cup 2017. In 2015 was hij ook actief als waarnemend onder directeur sport en jeugdzaken.

## Erelijst
- SVB-Eerste Divisie: 2017/18
- Surinaamse voetbalbeker: 2015/16, 2017/18